# Schranne (Weißenburg)

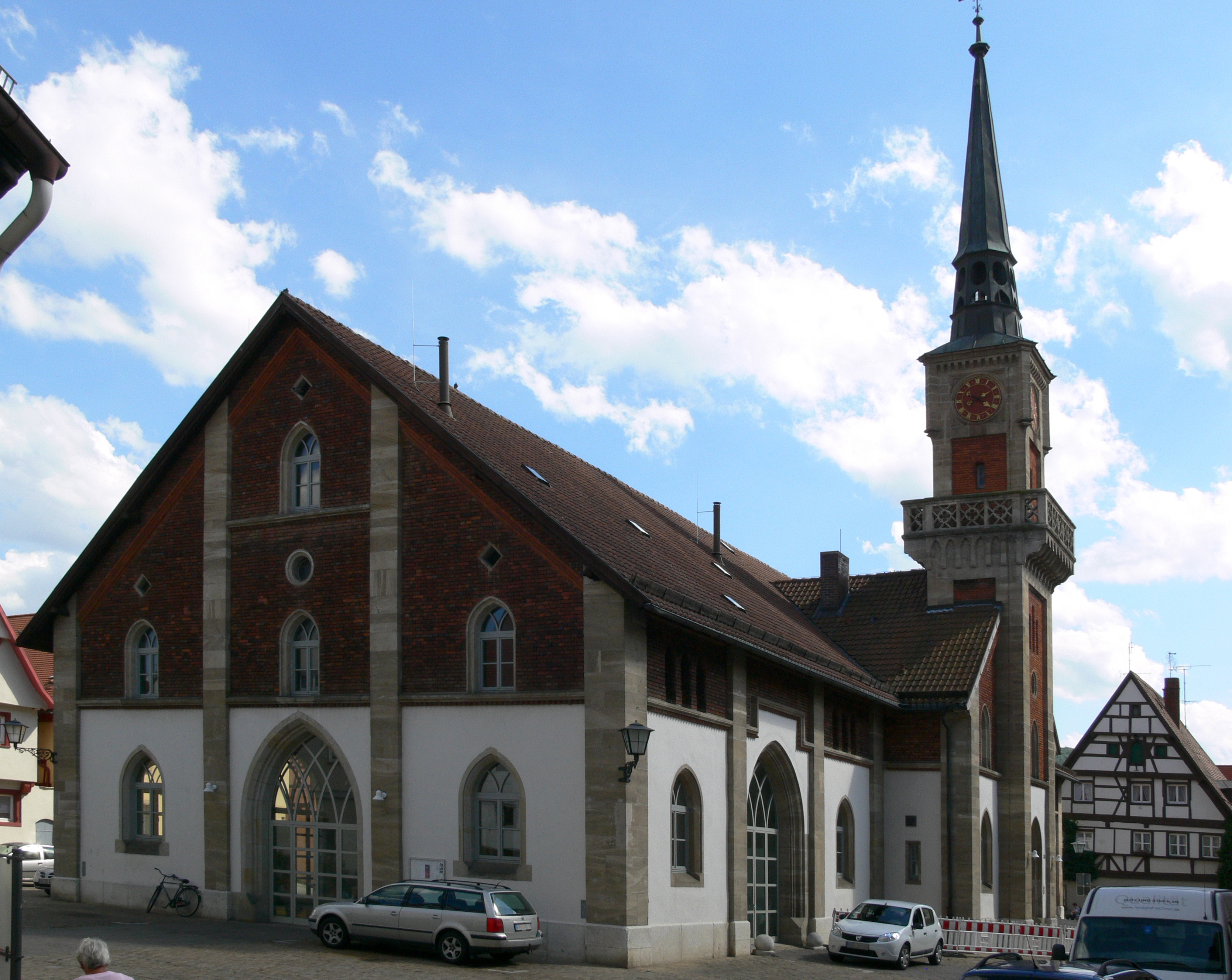
Die Schranne (2012)

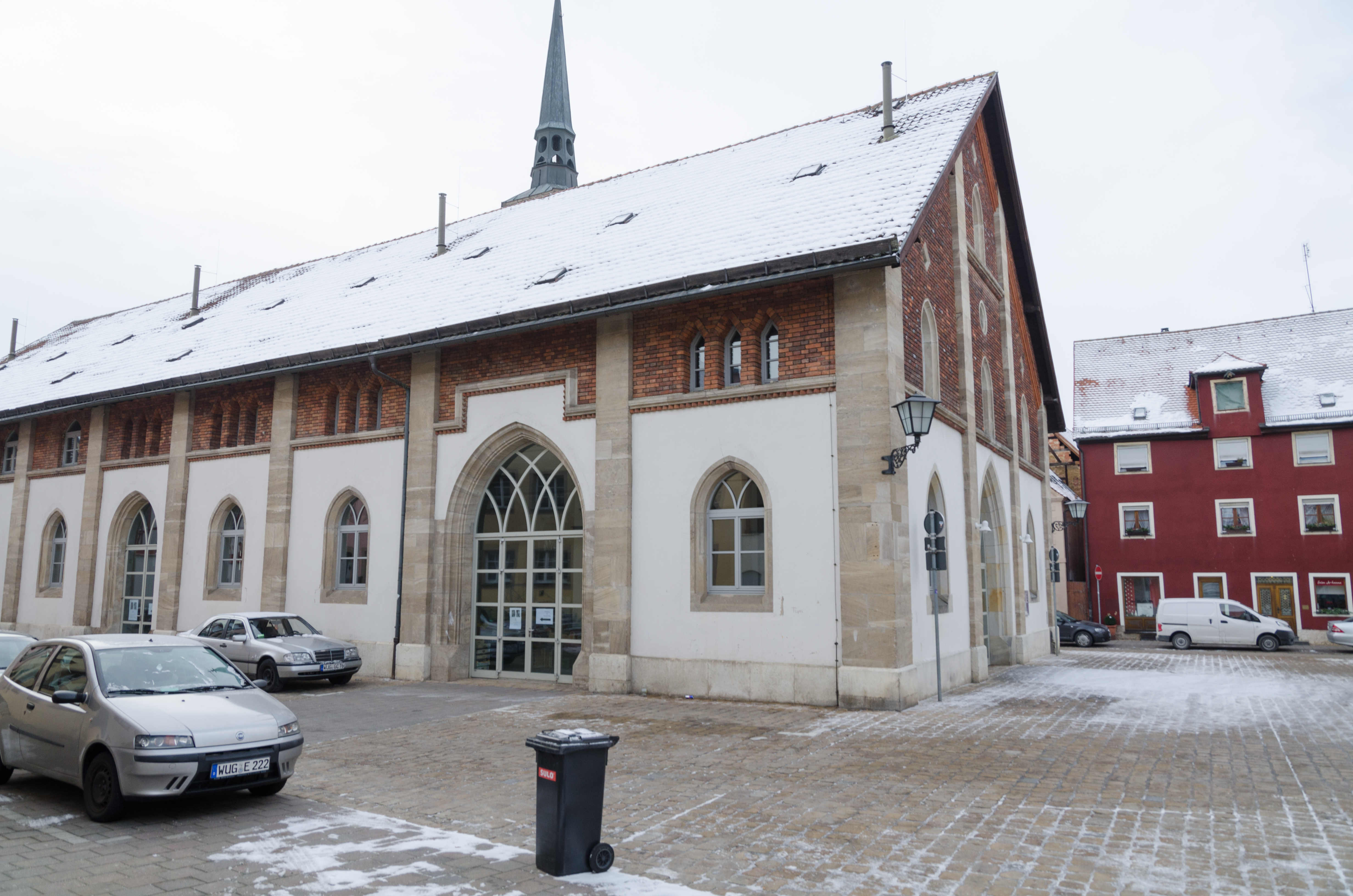
Die Halle entlang der Längsseite im Winter 2012

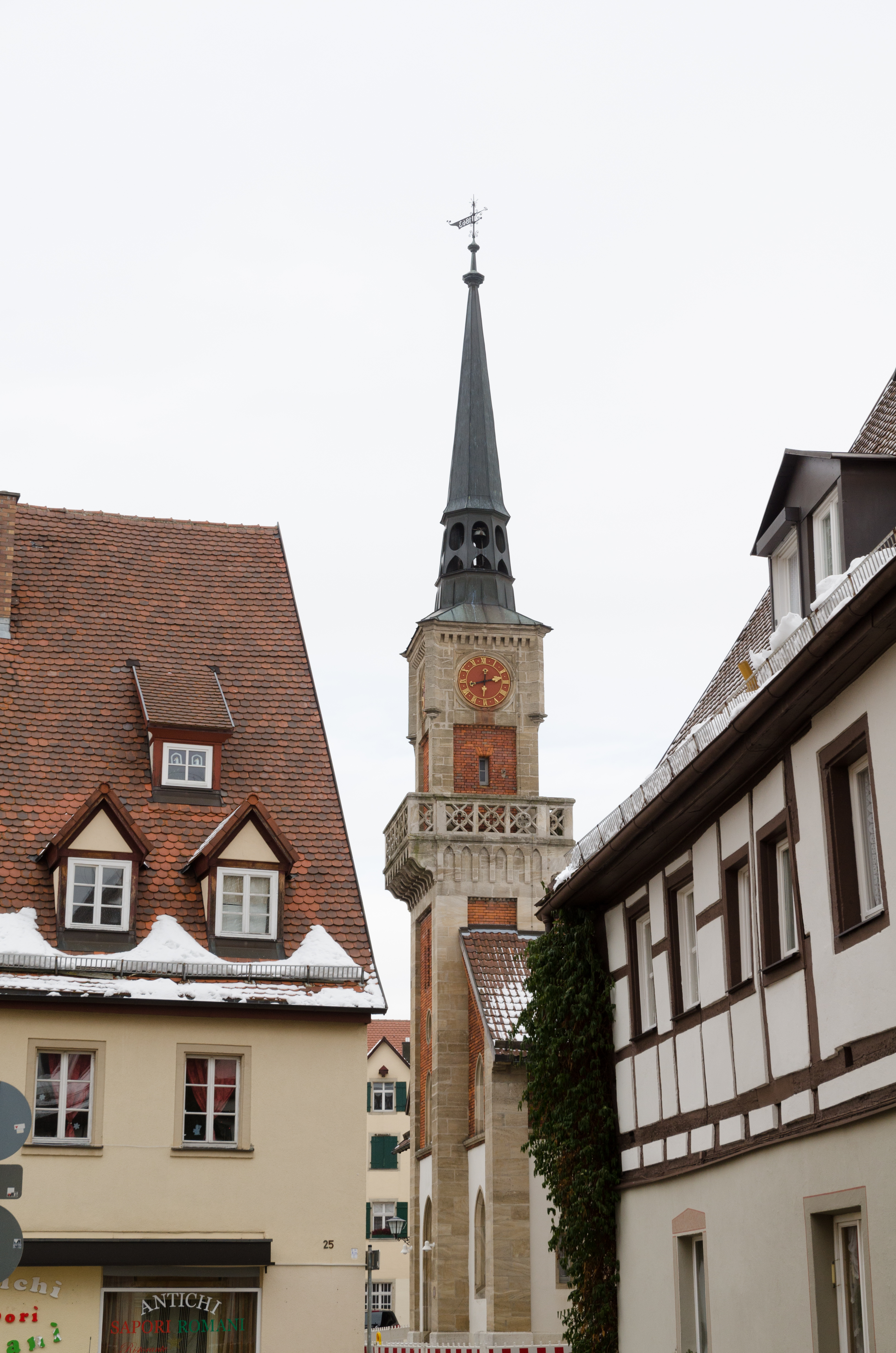
Der Turm von einer nahen Gasse aus gesehen

Die Schranne (oder auch Schrannenhalle) ist eine neugotische Markthalle in Weißenburg in Bayern, einer Großen Kreisstadt im mittelfränkischen Landkreis Weißenburg-Gunzenhausen. Das Gebäude ist unter der Denkmalnummer D-5-77-177-48 als Baudenkmal in die Bayerische Denkmalliste eingetragen.

## Geographische Lage
Das Gebäude mit der postalischen Adresse An der Schranne 12 befindet sich innerhalb der denkmalgeschützten Altstadt von Weißenburg umgeben von weiteren denkmalgeschützten Bauwerken am Platz An der Schranne im Übergang zur Judengasse einer Höhe von 426 Metern über NHN.

## Geschichte und Baubeschreibung
Das Vorgängergebäude, die um 700 entstandene und im ältesten Teil der Altstadt erbaute Kirche, die dem hl. Martin von Tours geweiht war, wurde im Zuge der Reformation im Jahr 1534 profaniert. Der ehemalige Sakralbau diente dann als Lager- und Verkaufshalle, der als Getreideschranne genutzt wurde (Als Schranne bezeichnet man in Süddeutschland den Getreidemarkt oder einen Kornspeicher). Von 1863 bis 1864 wurde er abgebrochen und durch einen von Wilhelm Langenfaß nach Plänen von Eduard Bürklein errichteten Neubau ersetzt. Dieser diente zunächst weiter als Getreideschranne und von 1925 bis 1987 als Feuerwehrhaus der Stadt Weißenburg. Am Anfang der 1990er Jahre erfolgte eine Sanierung des Gebäudes.
Heute wird die Schranne als Markthalle genutzt. Außerdem bietet das Gebäude als Kunstschranne Ausstellungsflächen, wo Künstler ihre Werke zeigen können.
Der langgestreckte, dreischiffige und zweigeschossige Satteldachbau deckt sich mit der ehemaligen ost-west-gerichteten Martinskirche und folgt dem Platz An der Schranne entlang seiner Nord-Süd-Ausdehnung. Ein Querflügel entlang westlichen Längsseite unterteilt das Gebäude. Das Erdgeschoss besteht aus verputztem Mauerwerk, das Obergeschoss ist unverputzt mit Ziegelsteinen gemauert und hat Giebel.
An der Westfront des historisierten Gebäudes befindet sich als Landmarke ein 28 Meter hoher Turm mit Spitzhelm. Die Lisenen und Gliederungselemente sind in Sandstein gebaut.